# Carreira (Vila Nova de Famalicão)
Carreira is een plaats (freguesia) in de Portugese gemeente Vila Nova de Famalicão en telt 1907 inwoners (2001).